# Stęszew (gromada)
Stęszew – dawna gromada, czyli najmniejsza jednostka podziału terytorialnego Polskiej Rzeczypospolitej Ludowej w latach 1954–1972.
Gromady, z gromadzkimi radami narodowymi (GRN) jako organami władzy najniższego stopnia na wsi, funkcjonowały od reformy reorganizującej administrację wiejską przeprowadzonej jesienią 1954 do momentu ich zniesienia z dniem 1 stycznia 1973, tym samym wypierając organizację gminną w latach 1954–1972.
Gromadę Stęszew z siedzibą GRN w mieście Stęszewie (nie wchodzącym w skład gromady) utworzono – jako jedną z 8759 gromad na obszarze Polski – w powiecie poznańskim w woj. poznańskim, na mocy uchwały nr 33/54 WRN w Poznaniu z dnia 5 października 1954. W skład jednostki weszły obszary dotychczasowych gromad Dębienko, Krąplewo i Witobel oraz miejscowość Zamysłowo z dotychczasowej gromady Wronczyn pod Stęszewem ze zniesionej gminy Stęszew w tymże powiecie. Dla gromady ustalono 16 członków gromadzkiej rady narodowej.
1 stycznia 1960 do gromady Stęszew włączono obszary zniesionych gromad Będlewo i Rosnówko w tymże powiecie.
4 lipca 1968 do gromady Stęszew włączono obszar zniesionej gromady Jeziorki w tymże powiecie.
1 stycznia 1970 do gromady Stęszew włączono 808,43 ha z miasta Stęszew w tymże powiecie.
Gromada przetrwała do końca 1972 roku, czyli do kolejnej reformy gminnej. 1 stycznia 1973 w powiecie poznańskim reaktywowano gminę Stęszew.